# Maskowskaja-lijn
De Maskowskaja-lijn (Wit-Russisch: Маскоўкая лінія, Russisch: Московская линия) is een metrolijn van de metro van Minsk. Op plattegronden staat de lijn aangegeven in de kleur blauw. De lijn loopt van metrostation Oeroetsjtsja naar metrostation Malinawka. De metrolijn telt 15 stations en het traject heeft een totale lengte van 19,1 kilometer.
De lijn werd als eerste lijn van de metro in 1984 geopend, oorspronkelijk met acht stations. Het traject doorkruist het stadscentrum van Minsk van het noordoosten naar het zuidwesten. 

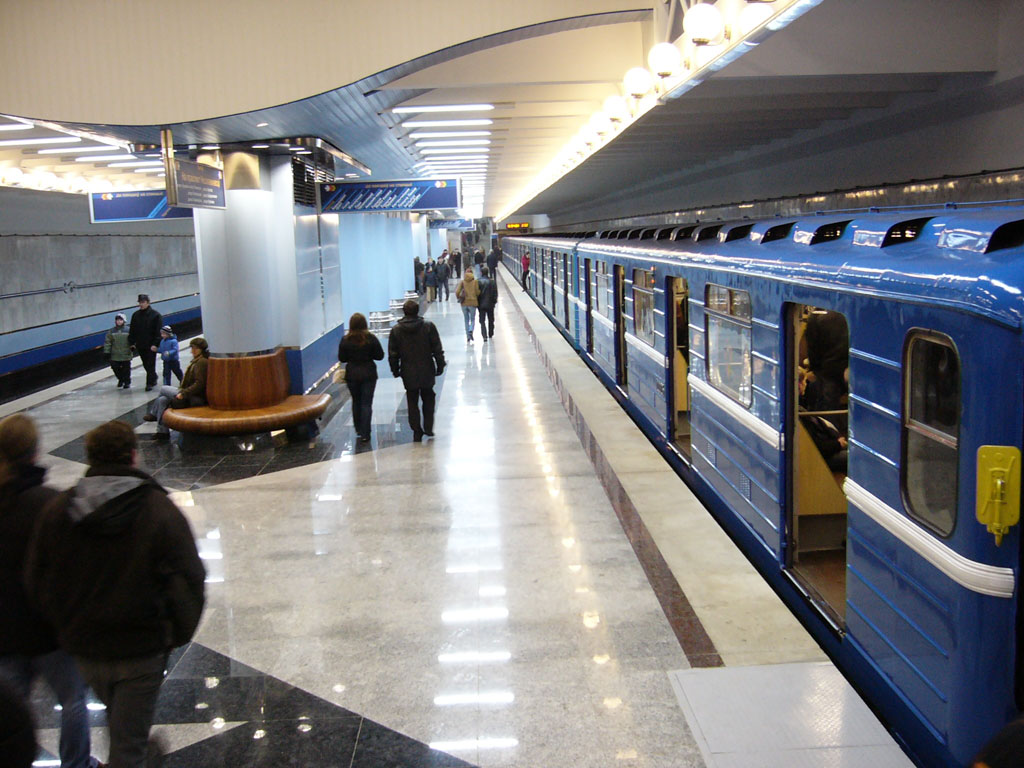
station Oeroetsjtsja